# UPGホールディングス
株式会社UPGホールディングスは、千葉県野田市に本社を置く産業用塗料を製造販売を行う企業。

## 沿革
- 1939年 東京都葛飾区で下千葉化学工業所を設立。
- 1941年 株式会社に改組。
- 1959年 株式会社キングペイントに商号変更。
- 1963年8月1日 株式を店頭公開（現在のジャスダック）。
- 1972年 大起ペイントを吸収合併しユニオンペイント株式会社に商号変更。
- 2008年3月20日 MBO実施により上場廃止。
- 2010年6月 本社機能を八潮工場から千葉事業所（千葉県野田市）へ移動。
- 2014年1月 株式会社UPGホールディングスへ商号変更。

## 製品
- 木工用塗料

ユニエコシリーズ
ナチュラック
- 皮革用塗料

## グループ会社
- 株式会社W&Lユニオン
- 株式会社ユニオングローバルソリューション
- ユニオンペイント株式会社